# 로스앤젤레스 컨벤션 센터
로스앤젤레스 컨벤션 센터(영어: Los Angeles Convention Center)는 미국 캘리포니아주 로스앤젤레스에 위치한 컨벤션 센터이다.
2028년 하계 올림픽 펜싱, 탁구, 태권도, 유도, 레슬링, BMX 프리스타일 경기가 개최될 예정이다.

## WNBA경기
| 날짜            | 팀1                   | 스코어  | 팀2                   | 비교          |
| --------------- | --------------------- | ------- | --------------------- | ------------- |
| 2021년 5월 8일  | 라스베이거스 에이시즈 | 85 - 85 | 로스앤젤레스 스파크스 | 프리시즌 경기 |
| 2021년 5월 14일 | 댈러스 윙스           | 94 - 71 | 로스앤젤레스 스파크스 | 정규시즌 경기 |
| 2021년 6월 3일  | 인디애나 피버         | 63 - 81 | 로스앤젤레스 스파크스 | 정규시즌 경기 |
| 2021년 6월 5일  | 시카고 스카이         | 63 - 68 | 로스앤젤레스 스파크스 | 정규시즌 경기 |
| 2021년 6월 16일 | 피닉스 머큐리         | 80 - 85 | 로스앤젤레스 스파크스 | 정규시즌 경기 |
| 2021년 6월 18일 | 피닉스 머큐리         | 80 - 66 | 로스앤젤레스 스파크스 | 정규시즌 경기 |
| 2021년 6월 20일 | 뉴욕 리버티           | 76 - 73 | 로스앤젤레스 스파크스 | 정규시즌 경기 |
| 2021년 6월 24일 | 워싱턴 미스틱스       | 82 - 89 | 로스앤젤레스 스파크스 | 정규시즌 경기 |
| 2021년 6월 30일 | 라스베이거스 에이시즈 | 99 - 75 | 로스앤젤레스 스파크스 | 정규시즌 경기 |
| 2021년 7월 2일  | 라스베이거스 에이시즈 | 66 - 58 | 로스앤젤레스 스파크스 | 정규시즌 경기 |
| 2021년 7월 4일  | 시애틀 스톰           | 84 - 74 | 로스앤젤레스 스파크스 | 정규시즌 경기 |
| 2021년 7월 11일 | 미네소타 링크스       | 86 - 61 | 로스앤젤레스 스파크스 | 정규시즌 경기 |